# 2024 en science
| Années de la science : 2021 - 2022 - 2023 - 2024 - 2025 - 2026 - 2027    |
| Décennies de la science : 1990 - 2000 - 2010 - 2020 - 2030 - 2040 - 2050 |

Cette page concerne les avancées et événements scientifiques de l'année 2024.

## Événements

### Janvier
- x

### Février
- 14 février : une structure vieille de plus de 10 000 ans datant de l'âge de pierre est découverte dans la mer Baltique ; ce mur de pierre d'un kilomètre de long pourrait être la plus ancienne structure artificielle sur Terre[1].

### Mars
- x

### Avril
- x

### Mai
- x

### Juin
- x

### Juillet
- 3 juillet : publication dans Nature de la datation d'une peinture rupestre de la grotte de Leang Karampuang (île de Célèbes en Indonésie) d'une peinture rupestre représentant un cochon verruqueux et trois humains ; estimée vieille de 51 200 ans, il s'agit de la plus ancienne œuvre d'art figurative connue au monde[2].

### Août
- x

### Septembre
- 12 septembre : lors de la mission Polaris Dawn, deux des cinq occupants, le commandant de mission Jared Isaacman et l'ingénieure de Space X Sarah Gillis, sortent brièvement du vaisseau, réalisant ainsi la première la première sortie spatiale privée de l'histoire[3].

### Octobre
- x

### Novembre
- x

### Décembre
- x

## Prix
- Prix Nobel
  - Prix Nobel de physiologie ou médecine : Victor Ambros et Gary Ruvkun
  - Prix Nobel de physique : John Hopfield et Geoffrey Hinton
  - Prix Nobel de chimie : David Baker, Demis Hassabis et John M. Jumper
- Prix Lasker
  - Prix Albert-Lasker pour la recherche médicale fondamentale : Zhijian Chen (en)
  - Prix Albert-Lasker pour la recherche médicale clinique : Joel Habener, Svetlana Mojsov et Lotte Bjerre Knudsen (en)

- Médailles de la Royal Society
  - Médaille Buchanan : Jane Visvader (en) et Geoff Lindeman (en)
  - Médaille Copley : Gregory Winter
  - Médaille Darwin : Paul M. Sharp (en)
  - Médaille Davy : Véronique Gouverneur
  - Médaille Gabor : Emily Rayfield (en)
  - Médaille Hughes : Linda Nazar (en)
  - Médaille Leverhulme : non décernée cette année
  - Médaille royale : Tejinder Virdee, Michael Stratton (en) et Ravinder N. Maini
  - Médaille Rumford : Tony Bell
  - Médaille Sylvester : Philip Maini

- Médailles de la Geological Society of London
  - Médaille Lyell : Lynne Frostick
  - Médaille Murchison : David Pyle
  - Médaille Wollaston : Trond Helge Torsvik

- Prix Abel en mathématiques : Michel Talagrand
- Médaille Fields (mathématiques) : non décernée cette année
- Prix Turing en informatique : Andrew G. Barto (en) et Richard S. Sutton
- Prix Jules-Janssen (astronomie) : Ruth Durrer
- Médaille Bruce (astronomie) : Chryssa Kouveliotou
- Médaille linnéenne : Paul Upchurch (en)

- Médaille d'or du CNRS : Edith Heard
- Grand Prix de l'Inserm : Stéphanie Debette

## Décès en 2024
- 5 janvier : Bernard Malgrange (né en 1928), mathématicien français.
- 6 janvier :
  - Roy Calne (né en 1930), chirurgien britannique, pionnier de la transplantation d'organes.
  - Sabetai Unguru (né en 1931), historien des mathématiques et des sciences israélien.
- 12 janvier : Gennadi Iakovlev (né en 1938), botaniste soviétique puis russe.
- 17 janvier : David L. Mills (né en 1938), professeur américain d'informatique américain.
- 20 janvier : Pietro Omodeo (né en 1919), biologiste italien.
- 22 janvier : Arno Allan Penzias (né en 1933), physicien américain, prix Nobel de physique en 1978.

- 2 février : Hu Hesheng (née en 1928), mathématicienne chinoise.
- 15 février : Peter Armitage (né en 1924), statisticien britannique.
- 16 février : Guy Brousseau (né en 1933), didacticien des mathématiques français.
- 17 février : Johan Galtung (né en 1930), sociologue et mathématicien norvégien.

- 14 mars :
  - Frans de Waal (né en 1948), primatologue et éthologue néerlandais.
  - Zheng Zhenxiang (née en 1929), archéologue chinoise.

- 8 avril : Peter Higgs (né en 1929), physicien britannique.
- 19 avril : Charles Dacre Parsons (né en 1933), philosophe et mathématicien américain.

- 6 juin : Sergueï Novikov (né en 1938), mathématicien russe, médaille Fields en 1970.
- 9 juin :
  - Lynn Conway (née en 1938), informaticienne et inventrice américaine.
  - Edward C. Stone (né en 1936), physicien américain.
- 19 juin : Luca Trevisan (né en 1971), mathématicien et informaticien italien.

- 7 juillet :
  - Haïm Brezis (né en 1944), mathématicien français.
  - Bengt Samuelsson (né en 1934), biochimiste suédois, prix Nobel de physiologie ou médecine en 1982.
- 9 juillet : Maxine Singer (née en 1931), biologiste moléculaire américaine.
- 19 juillet : Eliyahu Rips, mathématicien israélien né letton (né en 1948).

- 4 août : Tsung-Dao Lee (né en 1926), physicien américain d'origine chinoise, prix Nobel de physique en 1957.
- 14 août : Eugenia Kalnay (née en 1942), météorologue argentine.
- 17 août : Pierre Cartier (né en 1932), mathématicien français.

- 5 septembre : Radha Charan Gupta (né en 1935), historien indien des mathématiques.
- 13 septembre : George Radda (né en 1936), chimiste hongrois-britannique.
- 23 septembre : Robert Aymar (né en 1936), physicien français.

- 25 octobre : Rohini Godbole (née en 1952), physicienne indienne.